# Scapheremaeus latirostris
Scapheremaeus latirostris är en kvalsterart som beskrevs av Rainer Willmann 1936. Scapheremaeus latirostris ingår i släktet Scapheremaeus och familjen Cymbaeremaeidae. Inga underarter finns listade i Catalogue of Life.